# Gunnar Kvaran
Gunnar Kvaran (* 18. Januar 1944 in Reykjavík) ist ein isländischer Cellist und Kammermusiker.
Im Alter von 20 Jahren kam Gunnar Kvaran 1964 an die Königliche Dänische Hochschule für Musik in Kopenhagen, an der er beim dänischen Cellisten Erling Blöndal Bengtsson studierte. Später studierte er in Basel und Paris bei René Flachot. Gunnar Kvaran wurde 1979 zum Professor für Violoncello an der Musikschule in Reykjavík und lehrt in dieser Funktion seit 1998 an der Kunstakademie Islands.
| Personendaten    | Personendaten                          |
| ---------------- | -------------------------------------- |
| NAME             | Gunnar Kvaran                          |
| ALTERNATIVNAMEN  | Kvaran, Gunnar                         |
| KURZBESCHREIBUNG | isländischer Cellist und Kammermusiker |
| GEBURTSDATUM     | 18. Januar 1944                        |
| GEBURTSORT       | Reykjavík                              |